# Colegiul de Artă „Ciprian Porumbescu” din Suceava

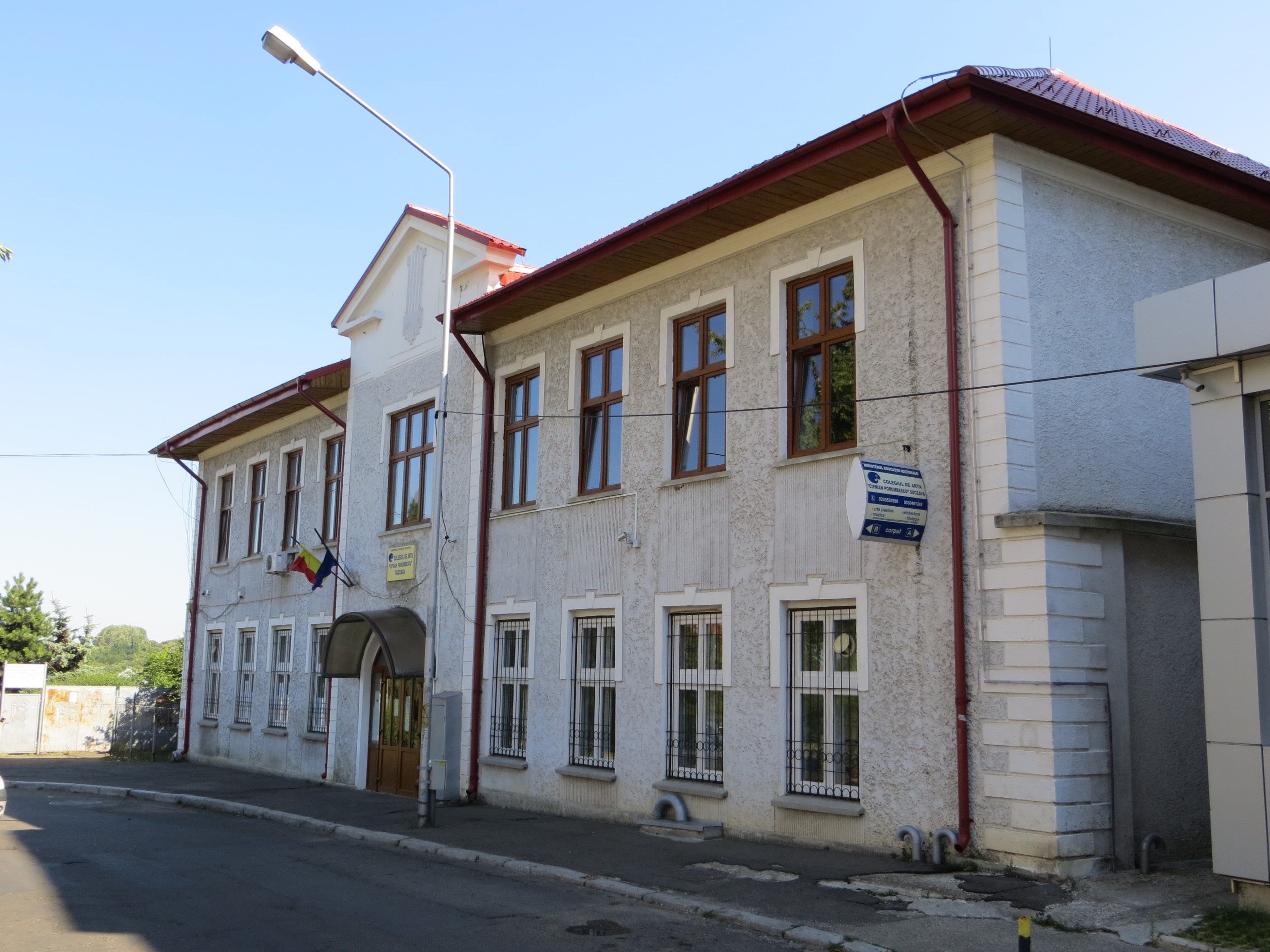
Colegiul de Artă „Ciprian Porumbescu” din Suceava

Colegiul de Artă „Ciprian Porumbescu” este o instituție de învățământ liceal cu profil vocațional din municipiul Suceava, înființată în anul 1990 sub numele Liceul de Artă. În prezent, colegiul funcționează într-o clădire istorică în stil baroc, construită în anul 1859 în centrul orașului. Edificiul este situat pe strada Curtea Domnească nr. 58, lângă ruinele Curții Domnești și Biserica Sfântul Dumitru.

## Istoric
În anul 1970 apare prima clasă cu profil de muzică, ce funcționează în cadrul Liceului Pedagogic din Suceava (astăzi Colegiul Național „Mihai Eminescu”). În anul următor se înființează Școala generală de muzică și arte plastice din Suceava. Aceasta funcționează până în 1978, când este desființată prin fuziunea cu Școala Generală nr. 2, care astfel dobândește statutul de școală generală cu clase speciale de muzică și arte plastice.

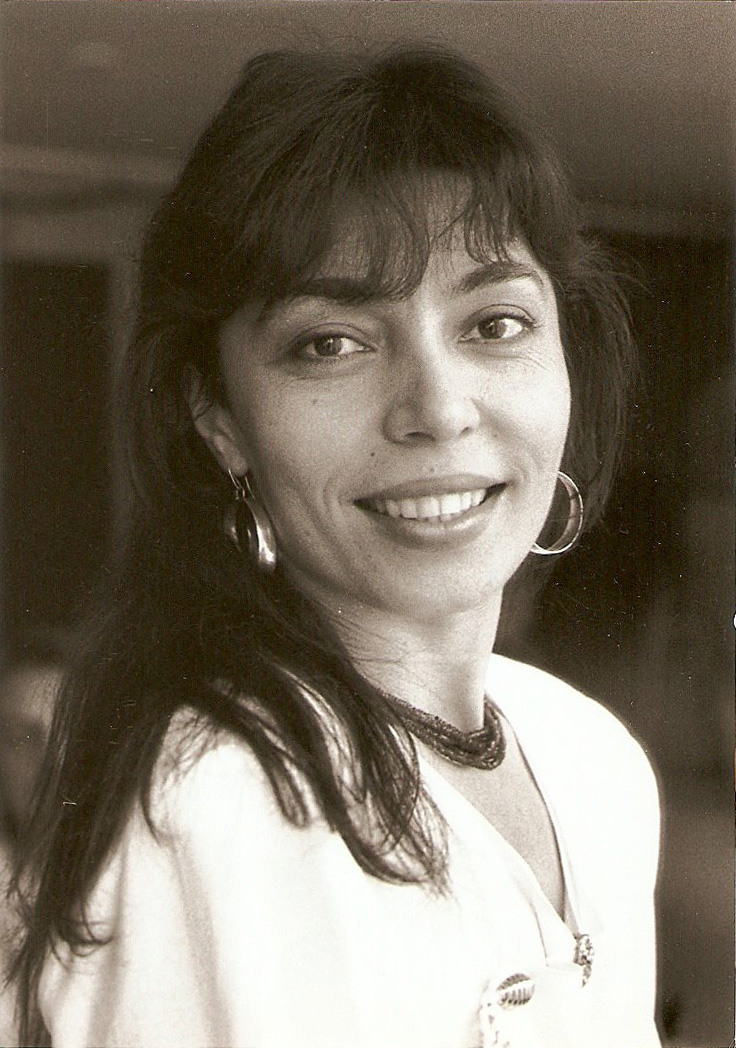
Anca Parghel

În anii '80 aici își desfășoară activitatea cântăreața și profesoara de jazz Anca Parghel (1957–2008) care, după terminarea studiilor la Conservatorul de Muzică din Iași, predă canto, pian și improvizație la școala suceveană.
Data de 1 septembrie 1990 consfințește apariția Liceului de Artă din Suceava ca instituție de învățământ cu statut independent, unde își desfășoară activitatea clase specializate de muzică și arte plastice. Primul director al liceului este artistul plastic Ion Carp Fluierici, care va conduce instituția timp de 8 ani.
Liceul de Artă își diversifică specializările prin înființarea unei clase de arhitectură în 2000 și a unei clase de filologie în 2001. Unitatea de învățământ își schimbă pentru prima oară titulatura în 2002, când aceasta devine Liceul de Artă „Ciprian Porumbescu”. În 2007 numele se schimbă din nou, de data aceasta în Colegiul de Artă „Ciprian Porumbescu”, titulatură păstrată până în prezent. În 2009 sunt create două specializări noi: filologie-franceză intensive și conservare-restaurare bunuri culturale.
Prin specificul său vocațional, liceul este unic în județul Suceava. În anul 2016, aici predau 117 cadre didactice și studiază 816 elevi, grupați conform următoarelor cinci specializări: filologie, arhitectură-arte ambientale și design, arte plastice și decorative, muzică, conservare-restaurare bunuri culturale. Colegiul de Artă din Suceava contribuie la organizarea și desfășurarea Concursului național de interpretare instrumentală „Lira de Aur”, ajuns în 2016 la cea de-a 37-a ediție.

## Dotări
Liceul își desfășoară activitatea în două clădiri aflate în centrul orașului, în proximitatea Bisericii Sfântul Dumitru: corpul A (situat pe strada Curtea Domnească, clădire cu valoare istorică, ridicată în anul 1859), respectiv corpul B (clădire la strada Petru Rareș, dată în funcțiune în anul 1962 și care a găzduit Școala Generală nr. 2, astăzi integrată în cadrul Colegiului de Artă).
Unitatea de învățământ dispune de 69 de săli de clasă, 7 ateliere, 5 laboratoare (fizică, chimie, biologie, două de informatică) și 5 cabinete dedicate studiilor de profil vocațional: cabinet fonetic, cabinet catedra „Om și societate”, cabinete de istoria muzicii și de istoria artei, cabinet de geografie. Există o sală de sport renovată în 2010 și terenuri de sport reabilitate în 2005 și 2023. De asemenea, liceul are o bibliotecă cu peste 40.000 de volume.

## Clădirea liceului
Clădirea care în prezent reprezintă corpul A al Colegiului de Artă „Ciprian Porumbescu” este unul dintre cele mai vechi imobile din Suceava și cel mai vechi în care în momentul de față funcționează o unitate de învățământ. Pe locul actualei clădiri exista, la începutul secolului al XIX-lea, o casă particulară, fără etaj, din cărămidă și piatră, atestată documentar pentru prima dată la 3 februarie 1784. Casa a fost construită pe temelia Curții Domnești, un perete din interior făcând parte probabil din casa de vânătoare a voievozilor Moldovei. În martie 1804 autoritatea orășenească din Suceava cumpără casa de la familia Hatzendorf. După unele adaptări și modificări executate în 1844 (când este adăugată o aripă laterală) sub conducerea inginerului ținutal Ioanelli, clădirea este ocupată de oficiile primăriei. În anexele sale se păstrau materialele pompierilor. De asemenea, imobilul servea ca locuință pentru slujbașii primăriei și, uneori, chiar pentru primar.

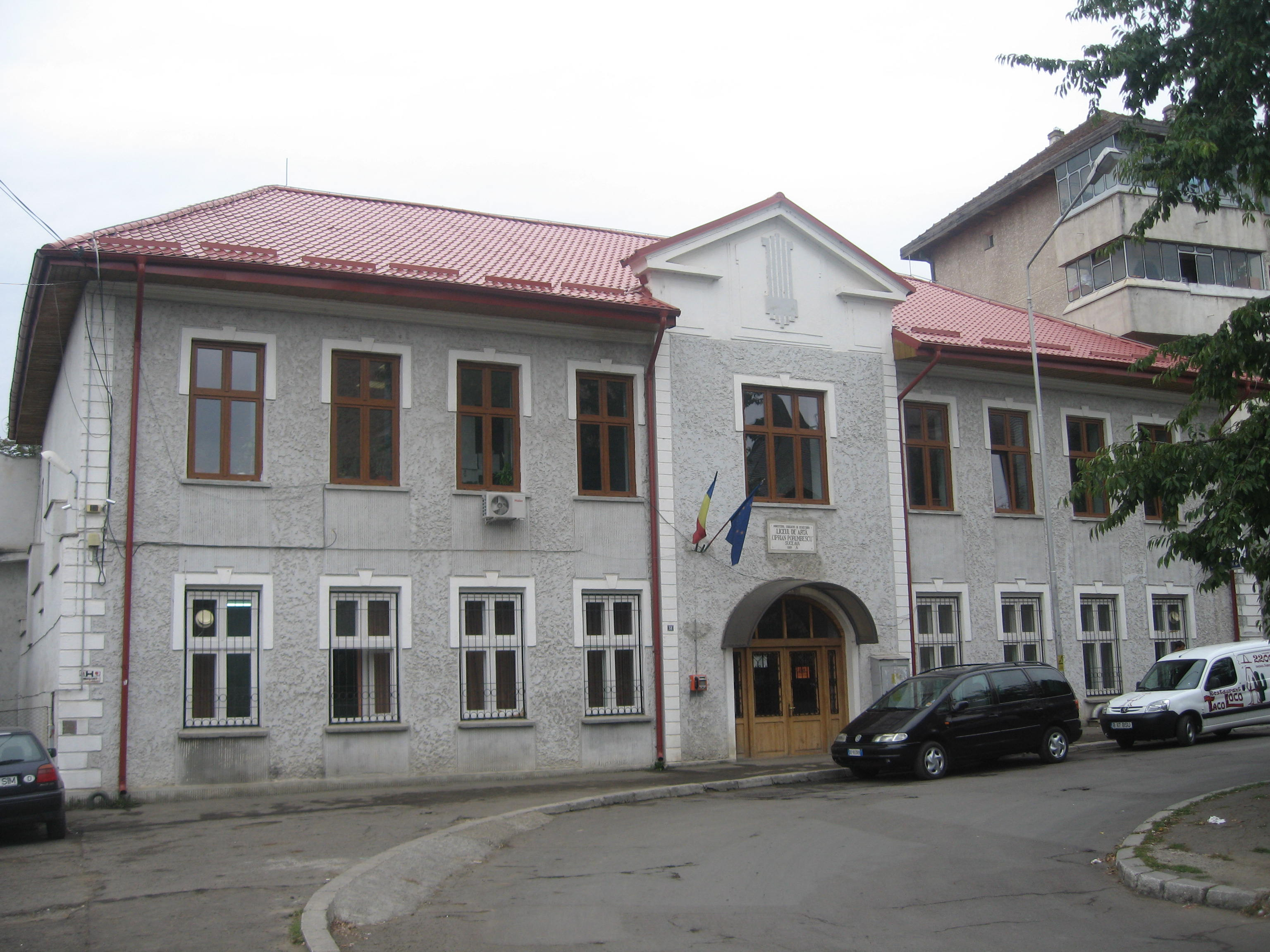
Corpul A al Colegiului de Artă din Suceava

În anul 1859, în scopul adăpostirii noului gimnaziu ce urma să se înființeze la Suceava, clădirea este refăcută după planurile și sub conducerea inginerului Münnich. Edificiul, căruia îi este adăugat un etaj, este adaptat noilor destinații, incluzând săli de clasă și cancelarii, un cabinet de științe ale naturii și unul de istorie naturală, o bibliotecă și altele. În perioada 1860–1895 aici funcționează atât gimnaziul, cât și primăria orașului.
În 1895 gimnaziul (actualul Colegiu Național „Ștefan cel Mare”) se mută în clădirea în care funcționează și în prezent. În anul 1904, în timpul mandatului primarului Franz Des Loges, este finalizată construcția Palatului Administrativ, realizat după planurile arhitectului vienez Peter Paul Brang. În același an, în luna decembrie, administrația orășenească își mută sediul în noua clădire. Tot în 1904 este înființat la Suceava prin decret imperial Liceul German de Fete (Mädchen Lyzeum), cu predare în limba germană. Noua instituție de învățământ (cunoscută ulterior ca Liceul de Fete „Doamna Maria” iar apoi Școala Medie Mixtă nr. 2, astăzi Colegiul Național „Petru Rareș”) își începe activitatea în fostul sediu al primăriei, unde va rămâne până în 1962, an în care se mută în clădirea în care funcționează și în prezent, situată pe strada Mihai Viteazul nr. 24.

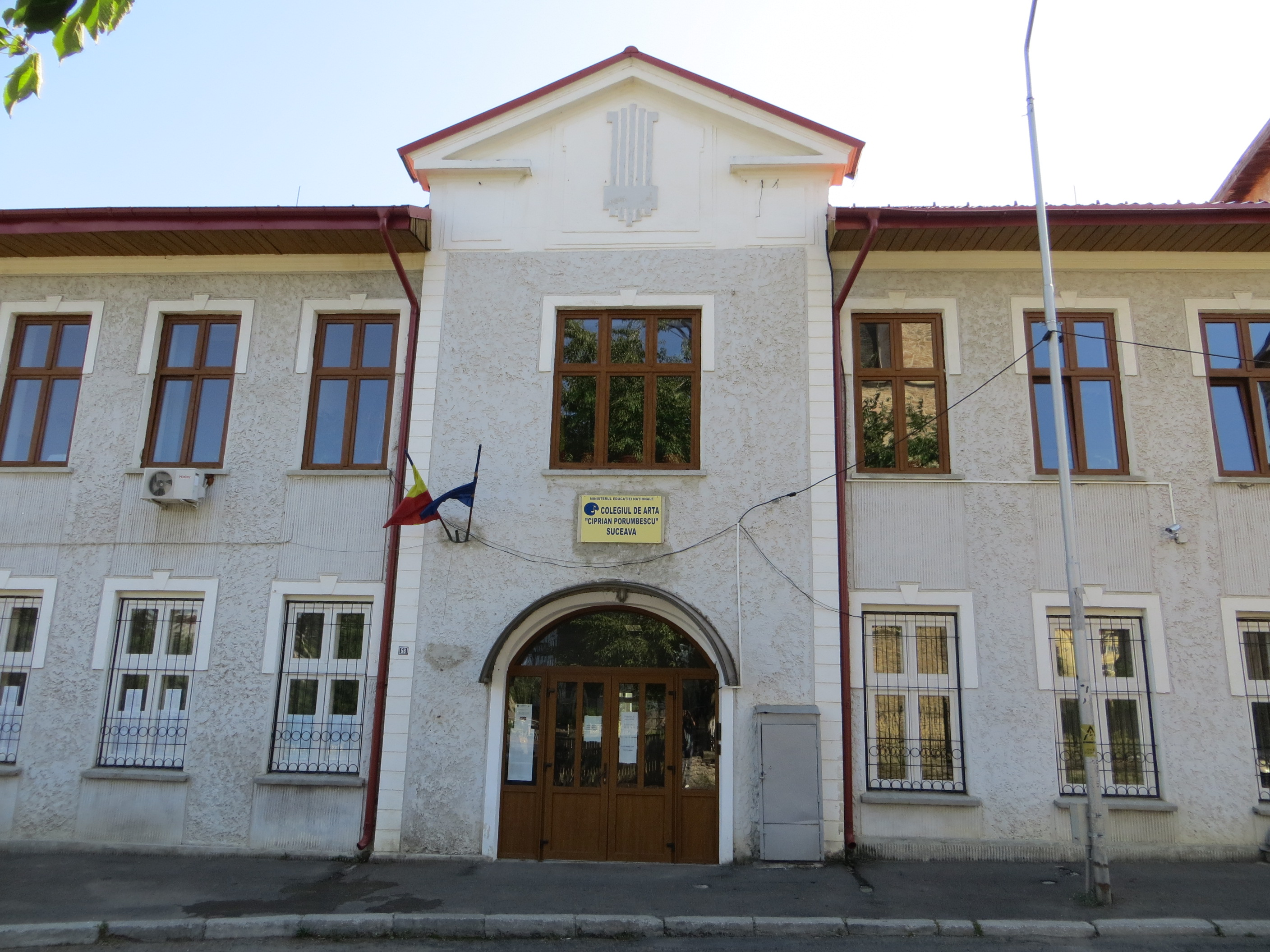
Intrarea principală și modulul arhitectural central

După Primul Război Mondial în clădirea Liceului de Fete „Doamna Maria” sunt mutate colecțiile Societății Muzeului Local (astăzi Muzeul Bucovinei). Edificiul funcționează ca spațiu muzeal timp de zece ani, din 1918 până în 1928, când muzeul orășenesc, în lipsa unor spații corespunzătoare, se mută din nou, de data aceasta în incinta Palatului Administrativ.
Începând cu anul școlar 1962–1963 aici funcționează Școala Generală nr. 2, denumită Școala Generală nr. 4 până în 1964 și transformată în școală generală cu clase speciale de muzică și arte plastice în 1978. În cursul anului 1986, clădirea este supusă unor lucrări de restaurare, fiindu-i refăcută fațada, în praf de piatră și mozaic, precum și acoperișul. Din 1 septembrie 1990 edificiul reprezintă sediul Liceului de Artă, devenit ulterior Colegiul de Artă „Ciprian Porumbescu”. În perioada 2001–2002 au loc lucrări de renovare și consolidare a clădirii. Cu acest prilej este amenajată biblioteca, sunt renovate acoperișul, sala de sport, sălile de festivități și de spectacole.
Clădirea este construită în stil baroc, impunându-se prin sobrietate, simplitate și echilibru. Un singur accent arhitectural apare la mijlocul fațadei, un ușor decroș, care pune în evidență intrarea boltită, decroș care se continuă pe verticală la etaj, terminându-se în partea superioară cu un modul triunghiular, ce depășește prin înălțime aripile clădirii, spărgând monotonia acoperișului. Fațada clădirii are ferestre înalte, de formă dreptunghiulară, dispuse câte opt pe nivel, de o parte și de alta a modulului arhitectural central. Deasupra intrării, la etaj, există încă o fereastră, de dimensiuni mai mari. În interior se remarcă scările și cele două coridoare spre care se deschid sălile de clasă, coridoare ce pornesc în cele două direcții pe axul longitudinal al clădirii. Corpul principal al imobilului se continuă către sud cu o aripă, care, la rândul ei, se continuă spre vest cu încă o aripă. Sub clădire există un beci de dimensiuni apreciabile ce a aparținut de Curtea Domnească ale cărei ruine se află în imediata vecinătate.

## Imagini

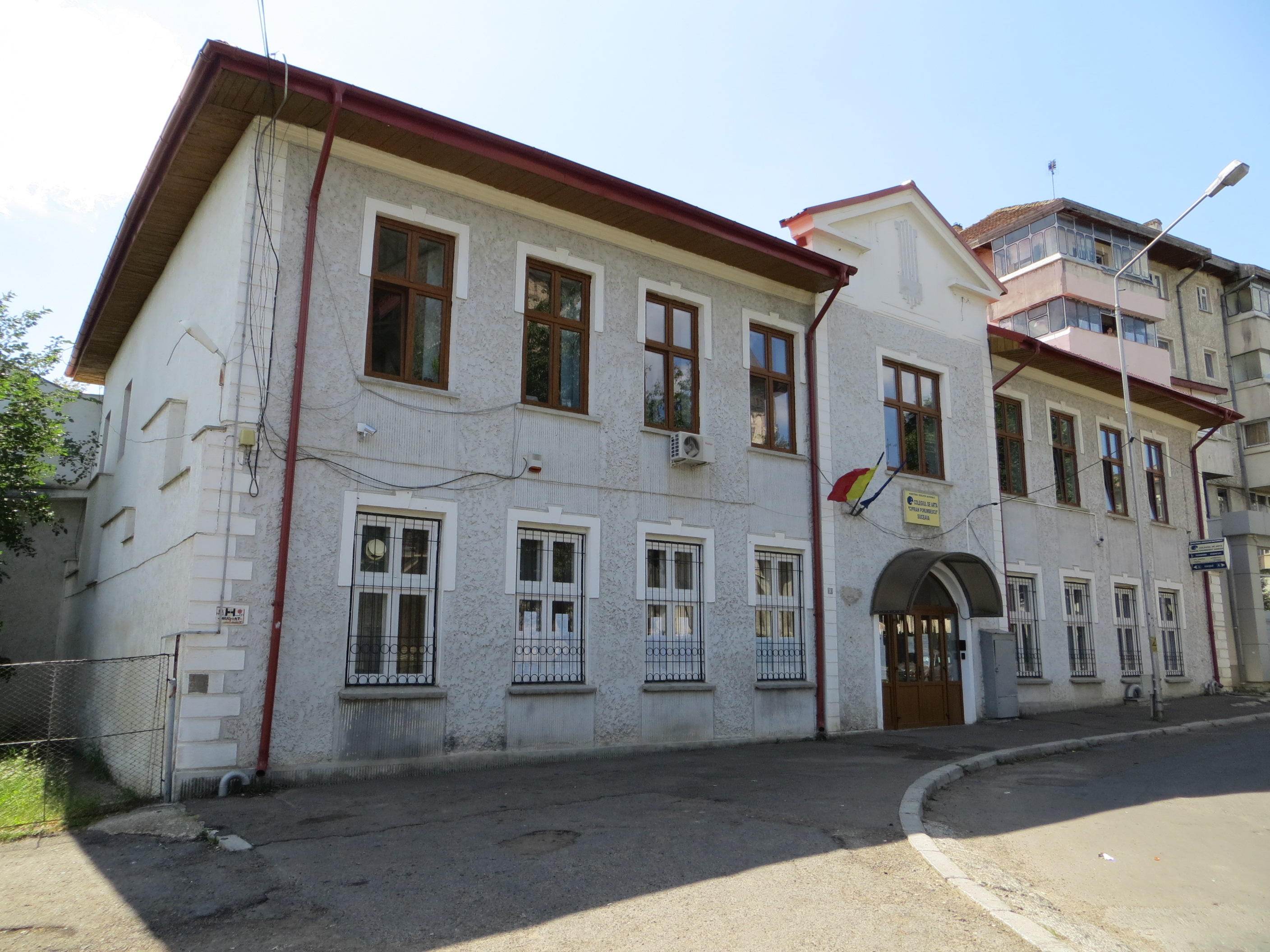
Colegiul de Artă „Ciprian Porumbescu”
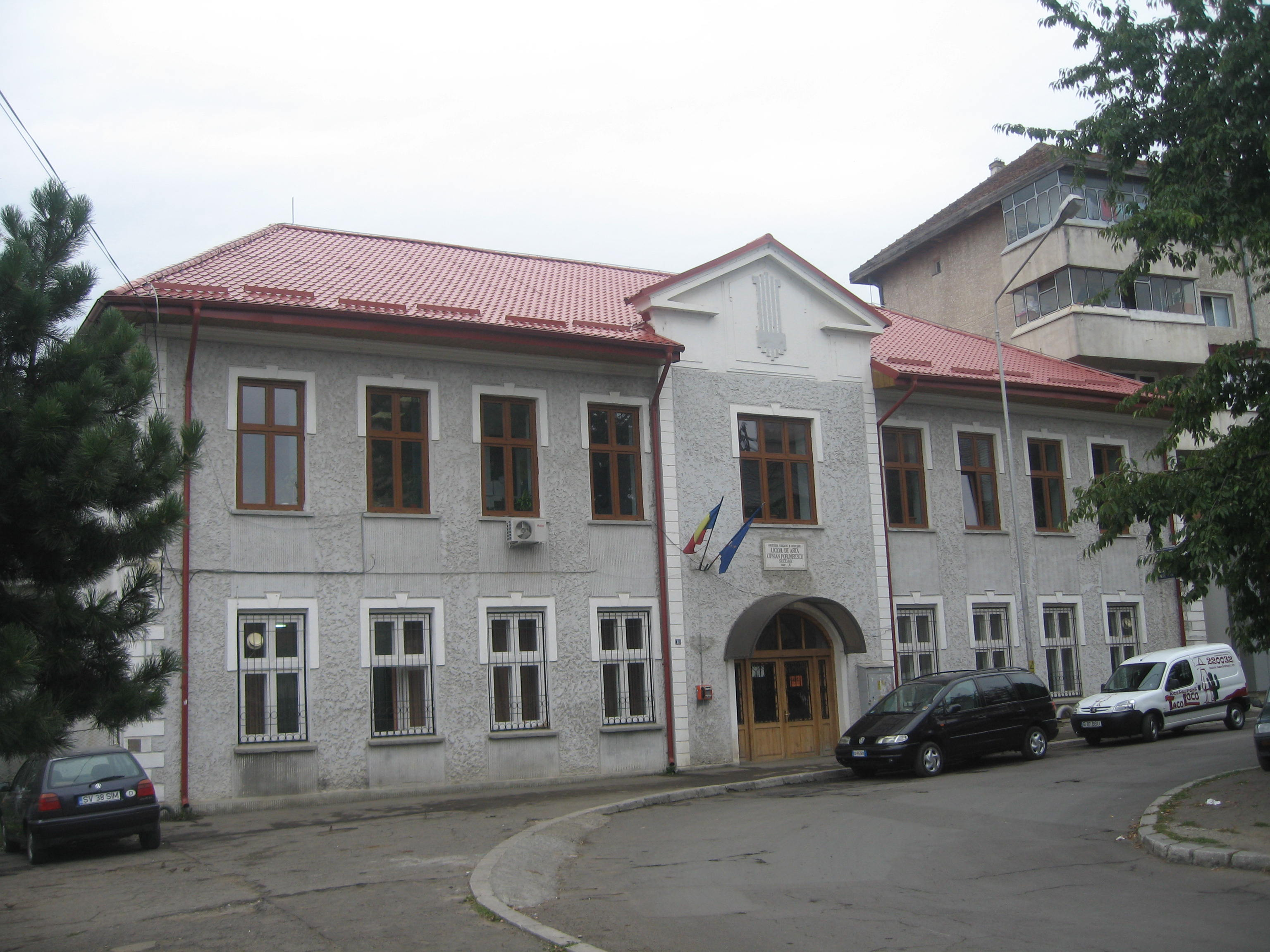
Colegiul de Artă „Ciprian Porumbescu”
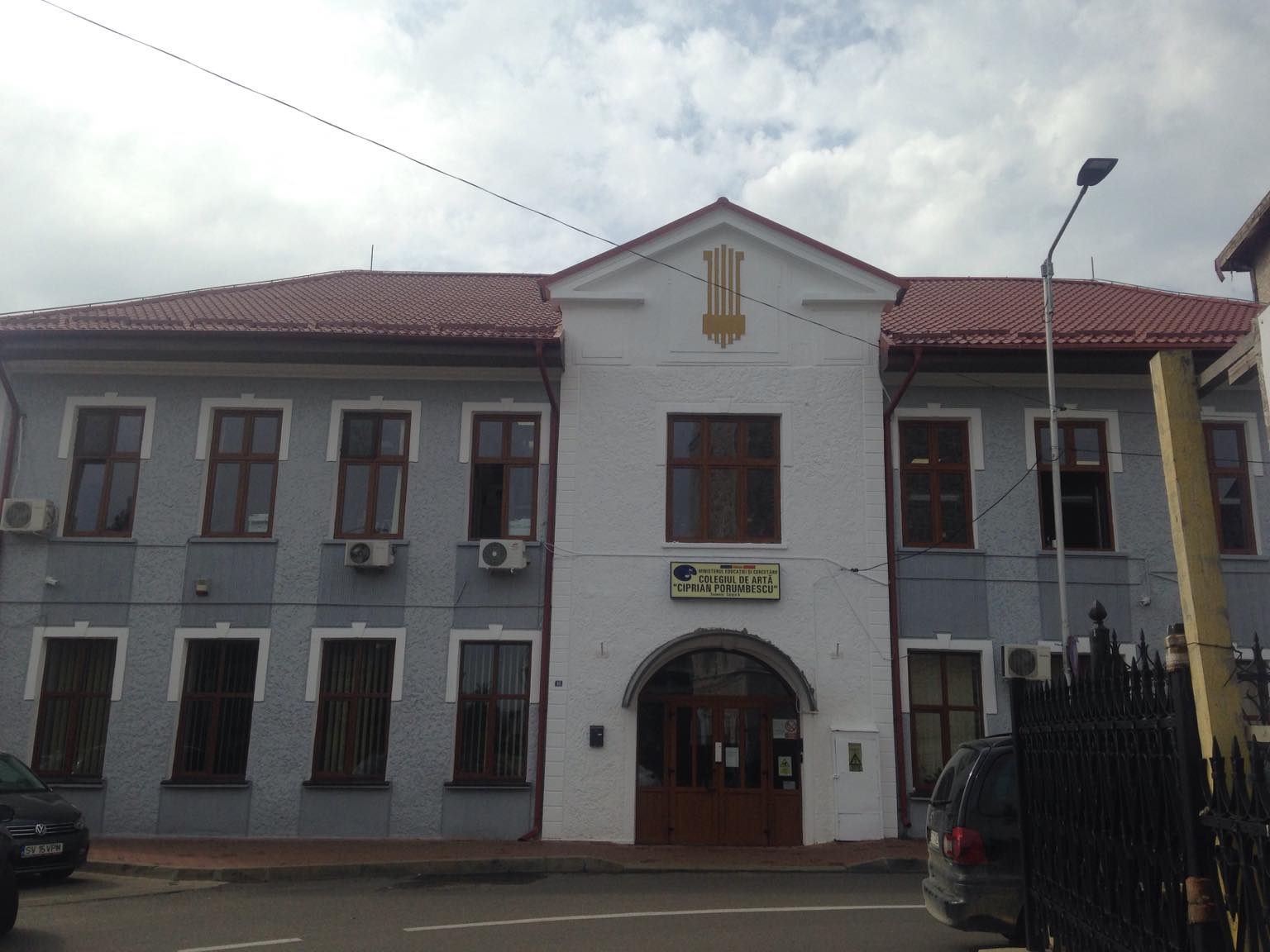
Colegiul de Artă „Ciprian Porumbescu”
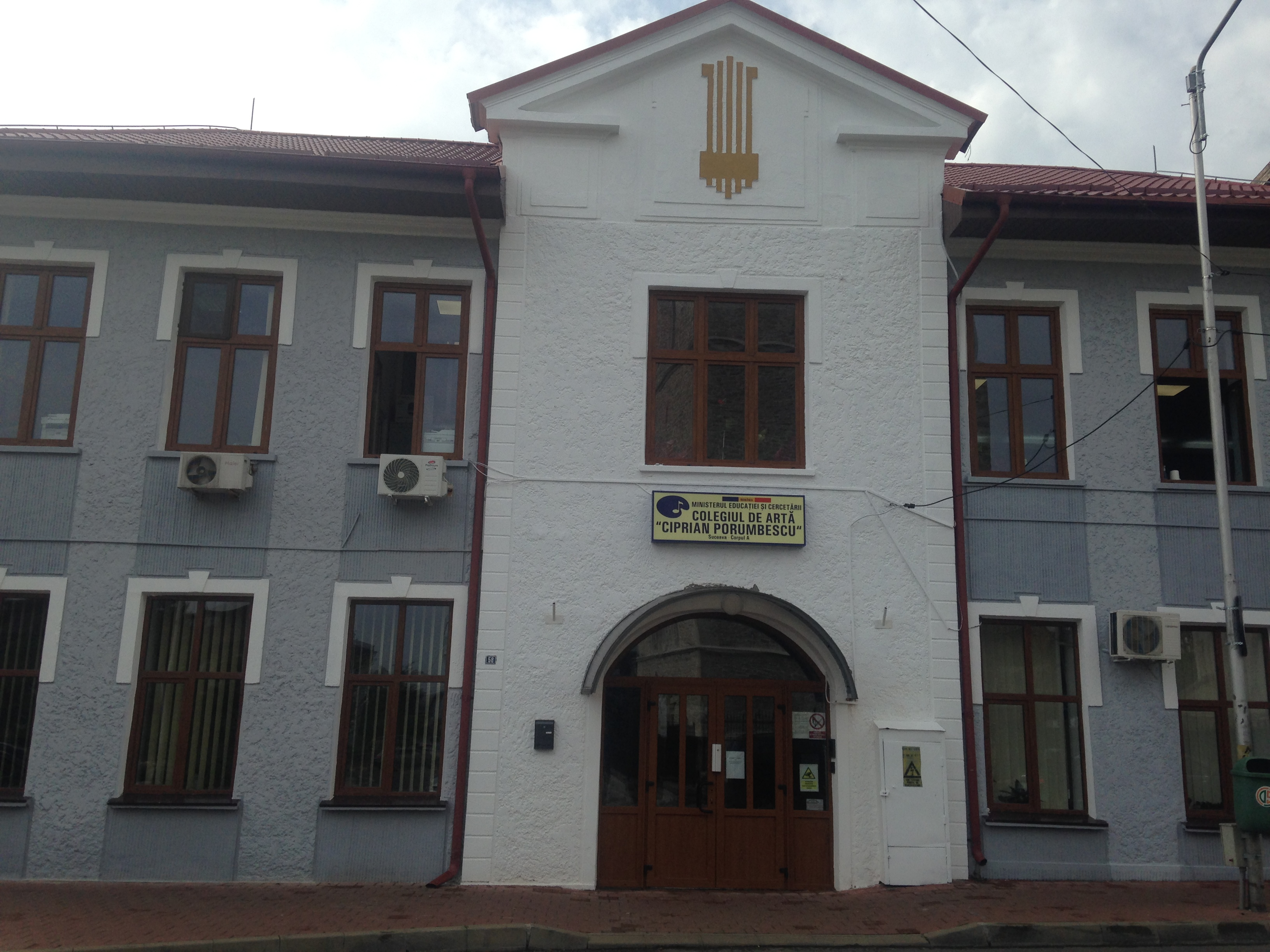
Colegiul de Artă „Ciprian Porumbescu”
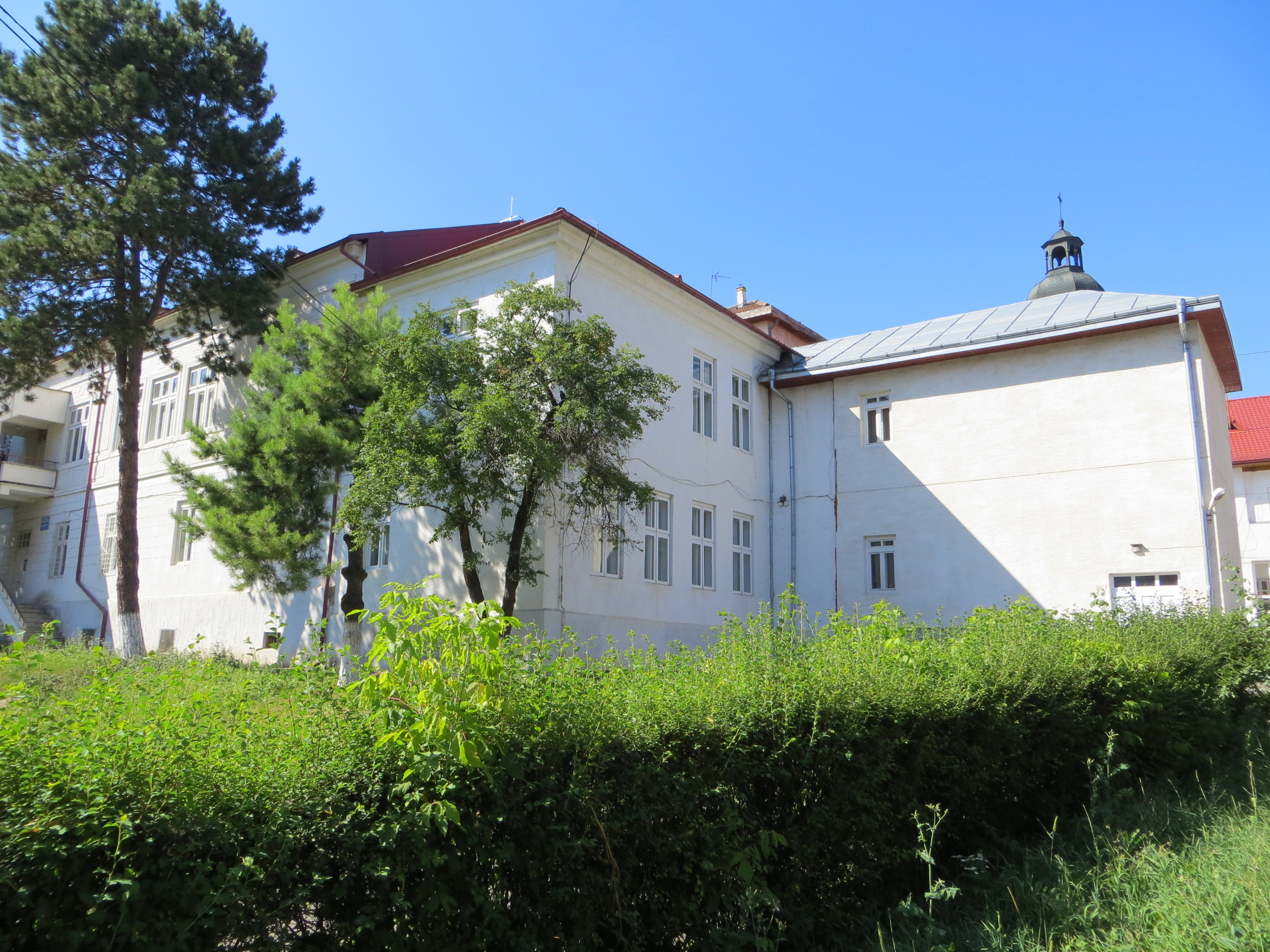
Colegiul de Artă „Ciprian Porumbescu”